# Mark Neven DuMont
Marcus Karl August Anton Neven DuMont (* 10. August 1892 auf Burg Gudenau, Villip, Rheinprovinz; † 23. Februar 1972 in Surrey, Vereinigtes Königreich) war ein deutscher  Schriftsteller, Journalist und Fotograf.

## Leben
Mark Neven DuMont war der älteste von drei Söhnen des Porträt- und Landschaftsmalers August Neven Du Mont, eines Sprosses der Kölner Verlegerdynastie DuMont-Schauberg. Seine Brüder waren Carl August (1895–1979, Vater des Journalisten Jürgen Neven DuMont) und Joseph Valentin Neven DuMont (1899–1918). Seine Mutter war Emma Josefine Hubertine Maria Guilleaume (1871–1944), Tochter des Unternehmers Franz Carl Guilleaume und dessen Ehefrau Antoinette, geborene Gründgens (1837–1922). Nach dem Tod seines Vaters (1909) heiratete seine Mutter den Diplomaten Robert von Scheller-Steinwartz. Ein einflussreicher Cousin war der Kölner Verleger Kurt Neven DuMont.
Mark Neven DuMont wuchs als Kleinkind in Düsseldorf auf, wo sein Vater Malerei studierte, und lebte seit Mitte der 1890er Jahre mit seinen Eltern größtenteils in England. Dort besaßen seine Eltern eine Stadtwohnung in London und einen historischen Landsitz in Bexhill-on-Sea. Nach dem Abitur, das er im Jahr 1910 am Städtischen Gymnasium in Köln-Nippes bestand, begann er ein Studium der Rechtswissenschaft, das er an der Rheinischen Friedrich-Wilhelms-Universität Bonn aufnahm und an den Universitäten von Lausanne und Kiel fortsetzte. Das Referendariat absolvierte er in Kiel. An der Universität Greifswald promovierte er in den Jahren 1918 bis 1920 zum Dr. jur.
1918 war er in Berlin Mitbegründer und bis 1920 Mitinhaber der Deutschen Verlagsgesellschaft für Politik und Geschichte. Als solcher gab er mit Alexander Bessmertny 1919 die Schrift Die Parteien und das Rätesystem heraus. Außerdem war er Redakteur, Schriftleiter und Mitherausgeber der Zeitschrift Die deutsche Nation, die im politischen Spektrum der Weimarer Republik der Deutschen Demokratischen Partei nahestand und ab Heft 5 des zweiten Jahrgangs von Wolfgang Kraus geleitet wurde. In den Jahren 1921 bis 1923 bereiste er im Auftrag der Kölnischen Zeitung Südamerika. Unter anderem befasste er sich in dieser Zeit mit der Bedeutung deutscher bzw. von Deutschbrasilianern geführter Unternehmen in Brasilien. In den Jahren 1923/1924 leitete er das Berliner Hauptstadtbüro der von seinem Cousin Kurt Neven DuMont geführten Kölnischen Zeitung. Ab 1925 weilte er als Vertrauensmann des Deutschen Ausland-Instituts und Vertreter der Münchner Illustrierten Presse in London. Zu seinem Bekannten- und Freundeskreis zählten seit den 1920er Jahren der Maler George Grosz und der Marxist Felix Weil.
Als Kulturjournalist befasste er sich vor allem mit dem englischen Drama, mit Kunstgeschichte und Literatur. Zu diesen Themen schrieb er für die Vossische Zeitung und für die Zeitschriften Der Cicerone und The Spectator. Seit 1912 veröffentlichte er auch eigene Dramen, Novellen und Erzählungen in englischen Zeitungen und Zeitschriften. Seine Übersetzung Das Kriegsgeschrei der berühmten All Blacks und ein George Grosz gewidmetes Gedicht in englischer Sprache erschienen 1925 in der deutschen Kulturzeitschrift Der Querschnitt.
Im Juni 1931 gründete er zur Förderung deutsch-britischer Beziehungen in London den Anglo-German Club, der sich allerdings im Juni 1934 erweiterten Aufgabenbereichen außerhalb Großbritanniens zuwandte und sich nach dessen damaligem Vorsitzenden Edgar Vincent, 1. Viscount D’Abernon umbenannte.
Seine weiteren Interessen galten dem Wasser- und Automobilsport sowie der Fotografie. Er war Mitglied des Royal Automobile Club und des Camera Club London sowie Fellow der Royal Society of Arts. Auf dem International Salon of Photography sowie auf anderen englischen Ausstellungen präsentierte er Kunstfotos. Ein Foto seiner unbekleideten Tochter Chiquita erschien 1925 in der Zeitschrift Der Querschnitt.
In erster Ehe war Mark Neven DuMont seit 1920 mit der Bankierstochter Madeleine Françoise, geborene Rom (* 22. August 1897 in Antwerpen, Belgien; † Dezember 1967 in Fort Myers, Florida) verheiratet. Sie gebar die Tochter Iracema Chiquita Neven DuMont (* 10. September 1921 in Buenos Aires, Argentinien; † 11. September 2018 in Marbella, Spanien), Mutter des deutschen Schauspielers Sky du Mont, sowie die Söhne Marcus Gairaut „Marco“ Neven DuMont (* 1924 in Berlin; † 1941) und Michael Anton (* 1926 in Farnham). 1934 heiratete er in London Marie L. E. Pearson (* um 1900), 1948 in London-Kensington Winifred Bricknell (1913–1959).